# Федерация шашек Израиля
Израильская федерация шашек — спортивная федерация Израиля, была основана в 1974 году Шломо Боруховым. Входит в Европейскую конфедерацию шашек, ФМЖД. Проводит чемпионаты стран среди детей, молодежи, мужчин и женщин, ветеранов по таким дисциплинам, как международные шашки, английские шашки, русские шашки, бразильские шашки.
Президент Федерации Юрий Гольдштейн (сменил Эдуарда Рабиновича).
Игроки-мужчины с наилучшими результатами Сэмюель Томбак, Игал Койфман, Владимир Трайтелович.
Игроки-женщины с наилучшими результатами Элла Зильберман, Зинаида Александрова, Ольга Левина
Выпускался журнал «Шашечный Израиль».